# Pouteria paucinervia
Pouteria paucinervia är en tvåhjärtbladig växtart som beskrevs av Erlee. Pouteria paucinervia ingår i släktet Pouteria och familjen Sapotaceae. Inga underarter finns listade i Catalogue of Life.